# 山吹まゆみ
山吹 まゆみ（やまぶき まゆみ、1940年1月29日 - 2000年6月30日）は、日本の女優。本名は大川 光代。愛称はカラメちゃん。
大阪府出身。大阪女学院高等部、宝塚音楽学校卒業。宝塚歌劇団出身。ジャパンプロに所属していた。

## 来歴
東京市で誕生、4歳のとき家族と北京へ移住。戦後に中国本土から引揚げて、大阪府に移り、高校卒業後に宝塚音楽学校に入学。
1960年、宝塚歌劇団に46期生として入団後に娘役で活動する。1960年に『春の踊り／ビバ・ピノキオ』で初舞台。宝塚入団時の成績は59人中34位。1961年5月1日、花組に配属され、その後、月組に異動し、また、花組に戻ってくる。1964年12月30日まで宝塚に所属。その後はテレビドラマや演劇で活動。
2000年、6月30日、肺炎のために死去。60歳没。
特技は日本舞踊、西洋舞踊、唄、バレエ。

## 出演

### テレビドラマ
- 佐々木小次郎（1962年、YTV） - とね
- 連続ドラマ / 裸の恋人（1963年、KTV）
- 宝塚民話劇場（1964年、KTV）
  - コケシ譚
  - 米福粟福
  - 黒い雀
  - 寝太郎長者
- 資生堂青春アワー / 魔女の時間（1964年、NTV）
- 豆菊はんと雛菊はん（1965年、NHK）
- 37階の男 第12話「さようなら花の香りよ」（1968年、NTV / 東宝）
- 鬼平犯科帳 第1シリーズ（NET / 東宝）
  - 第7話「暗剣白梅香」（1969年） - お葉
  - 第33話「鬼坊主の花」（1970年）- お葉
  - 第37話「おみね徳次郎」（1970年） - お葉
- レインボーマン（1972年 - 1973年、NET） - ダイアナ
- 太陽にほえろ! 第60話「新宿に朝は来るけれど」（1973年、NTV） - 野川京子
- 非情のライセンス（NET）
  - 第1シリーズ 第36話「兇悪の子猫たち」（1973年） - クミ
  - 第2シリーズ 第12話「兇悪の空白」（1974年） - ミミのマダム
- 旗本退屈男 第9話「待伏せ道中」（1973年、NET）
- キカイダー01 第42話「同志討ち 火を噴く影法師銃」（1974年、NET） - タカシの母
- ザ・ボディガード 第16話「白い獲物の罠」（1974年、NET）
- 特別機動捜査隊（1974年、NET）
  - 第665話「伯耆大山の詩」
  - 第672話「俺の殺した女」
- 前略おふくろ様（NTV）
  - 第1シリーズ 第3話（1975年） - 文江
  - 第2シリーズ 第13話（1977年） - 秀弥
- 破れ傘刀舟悪人狩り 第63話「父と子の詩」（1975年、NET） - 楓
- 快傑ズバット 第29話「父母なき子 涙の復讐」（1977年、12ch） - レナ
- 燃えろアタック 第25話「ジュン、母さんを忘れろ!」（1979年、ANB） - 南郷信子
- 騎馬奉行 第16話「殺人予告! 地獄からの挑戦」（1980年、KTV）
- 暁に斬る! 第8話「ふんどし異聞」（1982年、KTV）
- 火曜サスペンス劇場（NTV）
  - 重婚（1983年）
  - 追いつめられた女（1988年）
- 外科医 城戸修平 第4話「燃えるささやき」（1983年、TBS）
- 大江戸捜査網 第604話「絶唱! 涙に濡れた女郎花」（1983年、TX）
- ザ・サスペンス / 影の複合（1983年、TBS）
- 人妻捜査官 第1話「疑惑!?離婚男女の専用バー」（1984年、朝日放送）
- 金曜日には花を買って 第2話「心みだれて」（1986年、TBS）
- 土曜ワイド劇場 / 密会の宿 第4作「謎の美少女と白い帽子の女 置き忘れた免許証が…」（1988年、ANB）

### 舞台
- ラ・マンチャの男（1969年・1970年） - アントニア
- 酔いどれ公爵（1985年） - マリー・アントワネット
- ラ・カージュ・オ・フォール（1985年・1986年・1987年） - ルノー夫人